# 유키 마사미
유우키 마사미(ゆうき まさみ, 본명 : 사토 슈지 (일본어: 佐藤 修治), 1957년 12월 19일 ~ )는 일본의 남성 만화가이다. 홋카이도 삿포로시에서 태어났다.
어린 시절 양친의 고향인 아부타 군 굿찬정으로 이사해 고등학교를 졸업할 때까지 그곳에서 지냈다. 1980년 미노리 쇼보의 잡지 《월간 OUT》에 〈더 라이벌〉를 연재하면서 만화가로 데뷔하였다. 초기에는 프로 만화가가 될 생각은 없었고샐러리맨을 생업으로 삼고 만화가는 부업으로 하였으나, 퇴직 후 《변덕 사이킹》을 쇼가쿠칸의 만화 잡지 《주간 소년 선데이》에 연재하면서 본격적으로 프로 만화가로 활동하기 시작하였다.